# Frampton on Severn
Frampton on Severn är en ort och civil parish i Storbritannien.   Den ligger i grevskapet Gloucestershire och riksdelen England, i den södra delen av landet, 160 km väster om huvudstaden London. Frampton on Severn ligger 12 meter över havet och antalet invånare är 1 432.
Terrängen runt Frampton on Severn är platt åt nordväst, men åt sydost är den kuperad. Runt Frampton on Severn är det ganska tätbefolkat, med 230 invånare per kvadratkilometer. Närmaste större samhälle är Gloucester, 13,4 km nordost om Frampton on Severn. Trakten runt Frampton on Severn består i huvudsak av gräsmarker.